# Abraham Fraenkel
Adolf Abraham Halevi Fraenkel, znany jako Abraham Fraenkel (ur. 17 lutego 1891 w Monachium, zm. 15 października 1965 w Jerozolimie) – niemiecko-izraelski matematyk, profesor Uniwersytetu Hebrajskiego w Jerozolimie. Laureat Nagrody Izraela (1956).
Tematem pierwszej matematycznej pracy Fraenkla była teoria pierścieni, jednak najbardziej znany jest jego wkład w aksjomatyzację teorii mnogości.

## Życiorys
Studiował matematykę na Uniwersytecie Ludwika i Maksymiliana w Monachium, Uniwersytecie Fryderyka Wilhelma w Berlinie, Uniwersytecie w Marburgu i Uniwersytecie Wrocławskim. Po uzyskaniu dyplomu wykładał w Marburgu od 1916 roku; tytuł profesora otrzymał w 1922.
W roku 1928 Fraenkel opuścił Marburg. Po roku nauczania na Uniwersytecie Chrystiana Albrechta w Kilonii przeprowadził się do Jerozolimy – cztery lata po założeniu Uniwersytetu Hebrajskiego – gdzie poświęcił się do końca swojej karierze. Został pierwszym dziekanem Wydziału Matematyki, przez pewien czas był także rektorem.